# Choerades azurea
Choerades azurea là một loài ruồi trong họ Asilidae. Choerades azurea được Hermann miêu tả năm 1914.